# Guiné Equatorial nos Jogos Olímpicos
A Guiné Equatorial participou pela primeira vez dos Jogos Olímpicos em 1984, e tem mandado atletas para competirem em todas as edições dos Jogos Olímpicos de Verão desde então. A nação nunca participou dos Jogos Olímpicos de Inverno.
Até 2008, nenhum atleta da Guiné Equatorial havia ganhado medalha olímpica. O atleta mais famoso do país é Eric Moussambani, que ganhou alguma notoriedade internacional por sua performance extremamente lenta na prova dos 100m livre da natação nos Jogos Olímpicos de Verão de 2000.
O Comitê Olímpico Nacional da Guiné Equatorial foi criado em 1980 e reconhecido pelo COI em 1984.